# Teleférico de Santiago de los Caballeros
Die Teleférico de Santiago de los Caballeros (deutsch Seilbahn von Santiago de los Caballeros) ist ein System von zwei Luftseilbahnen, die als Teil des öffentlichen Personennahverkehrs in der dominikanischen Großstadt Santiago de los Caballeros seit 2024 betrieben werden. Sie erleichtern die Überwindung der steilen Hänge, auf denen die Stadt sich ausgeweitet hat. Insgesamt werden sechs Haltestellen auf über 7 Kilometern Strecke bedient.

## Geschichte
Die Seilbahnen sind ein Transportmittel, das auf die spezielle geomorphologische Situation in der Region Santiago de los Caballeros wie zugeschnitten ist: sie verbinden auf kurzem Wege tief gelegene Stadtteile mit den Wohngebieten auf dem südlich der Innenstadt gelegenen Höhenrücken.
Die von Präsident Luis Abinader angekündigte Strategie Santiago 2025 umfasst neben dem Bau einer Einschienenbahnlinie, einer Elektrobusstrecke und eines Fahrradwegenetzes in der Stadt auch den Bau zweier Seilbahnen. Die Arbeiten begannen offiziell am 29. September 2021 als Teil des 42 Milliarden Pesos teuren Stadtentwicklungsplans. Es war geplant, dass die Seilbahn über sechs Stationen 14 Stadtbezirke mit einer Bevölkerung von fast 123.000 Menschen erreichen würde. Sie sollte eine Kapazität von 4.500 Passagieren pro Stunde und Richtung haben und somit mehr als 72.000 Passagiere pro Tag mobilisieren. Am 20. November 2023 begann die Montage des Tragkabels.
Als erster Abschnitt wurde am 17. März 2024 die Verbindung von Las Carreras nach La Yagüita vom Präsidenten Abinader eröffnet. Das Projekt wurde mit einer Investition von 6,544 Milliarden Pesos, umgerechnet rund 102 Millionen Euro, gebaut und wird sich direkt auf rund 74.000 Einwohner in neun der bevölkerungsreichsten Bezirke der Stadt auswirken. Während des Baus wurden 2,5 Hektar Boden saniert, um die Landschaftsgestaltung zu verbessern, darauf wurden Spielplätze und Erholungsbereiche angelegt, es entstanden Fußgängerzonen, neue Gehwege und Umsteigemöglichkeiten für städtische und vorstädtische Buslinien. Die Nutzung der Seilbahn war bis einschließlich 30. April des Jahres kostenlos. Der zweite Abschnitt Ciudad Universitaria–Pekín, der fünf weitere Stadtbezirke mit einer Bevölkerung von 49.000 Menschen erschließt, wurde im Sommer 2024 ohne größere Feier in Betrieb genommen.

## Strecken
Die Seilbahnen liegen im südlichen Stadtgebiet, sie verlaufen im rechten Winkel zueinander und bilden somit ein T.
| Linie  | Strecke (Talstation ↔ Bergstation) | Typ          | Eröffnung     | Anzahl Stationen | Länge  | Mittlere Geschwindigkeit | Fahrzeit | Anzahl Kabinen | Pax je Kabine | Kapazität  |
| ------ | ---------------------------------- | ------------ | ------------- | ---------------- | ------ | ------------------------ | -------- | -------------- | ------------- | ---------- |
| T1     | Las Carreras ↔ La Yagüita          | Gondel- bahn | 17. März 2024 | 4                | 3,9 km | 7 m/s                    | 9:20 min | 129            | 12            | 8000 pax/h |
| T2     | Ciudad Universitaria ↔ Pekín       | Gondel- bahn | Sommer 2024   | 3                | 3,3 km | 7 m/s                    | 7:50 min | 83             | 12            | 8000 pax/h |
| Gesamt | Gesamt                             | Gesamt       | Gesamt        | 6                | 7,3 km |                          |          |                |               |            |

### Linie T1
Die erste Bahn ist eine Nord nach Süd verlaufende Gondelbahn. Sie ist 3920 Meter lang und führt von der Station Las Carreras (19° 27′ 22,7″ N, 70° 42′ 25,3″ W) in unmittelbarer Nähe der zukünftigen Station Terminal Central der Einschienenbahn, über die Zwischenstationen Mirador del Yaque (19° 26′ 57,8″ N, 70° 42′ 27,9″ W) und Bella Vista (19° 26′ 40,6″ N, 70° 42′ 32,2″ W) zur Station La Yagüita (19° 25′ 19,9″ N, 70° 43′ 0,2″ W). Sie wird mit 129 roten Kabinen betrieben, die 12 Personen Platz bieten und hat bei einer Geschwindigkeit von 7 Metern pro Sekunde somit eine Kapazität von 4000 Personen pro Stunde und Richtung.

### Linie T2
Die zweite Linie ist ebenfalls eine Gondelbahn, führt von West nach Ost und ist 3.310 Meter lang. Sie beginnt an der Station Ciudad Universitaria (19° 25′ 29,5″ N, 70° 43′ 50,4″ W) an der Universidad Autónoma de Santo Domingo und verläuft über die Zwischenstation La Yagüita (19° 25′ 19,2″ N, 70° 43′ 0,5″ W) mit dortiger Umsteigemöglichkeit zur Linie T1 bis zur Endstation Pekin (19° 25′ 6,2″ N, 70° 42′ 8,3″ W). Sie wird mit 86 roten Kabinen für je 12 Personen betrieben und hat die gleiche Geschwindigkeit und Kapazität wie die erste Linie.

## Technik
Die beiden Gondelbahnen sind Umlaufseilbahnen.

## Betrieb
Die Bahnen verkehren montags mit freitags zwischen 6:00 und 22:30 Uhr, an Samstagen von 6:00 bis 21:00 Uhr sowie an Sonn- und Feiertagen von 8:00 bis 21:00 Uhr.
Eine Einzelfahrt kostet 35 DOP, umgerechnet 0,52 EUR. Zur Erleichterung regelmäßiger Nutzung kann eine (wieder)aufladbare und unbefristet gültige Tarjeta SIT Santiago für einmalig 60 DOP erworben werden, womit zukünftig auch die Einschienenbahn sowie weitere Nahverkehrsangebote bezahlt werden können.